# Giovanni III de La Tour d'Auvergne
Giovanni III d'Alvernia, in francese Jean IV d'Auvergne (1467 – Orléans, 28 marzo 1501) fu signore de La Tour, conte d'Alvernia e conte di Lauragais, dal 1497 alla sua morte.
Fu l'ultimo maschio della linea dei Conti d'Alvernia e Boulogne della famiglia de La Tour d'Auvergne.

## Origine
Secondo la Histoire généalogique de la maison d'Auvergne, Giovanni era l'unico figlio maschio del conte d'Alvernia e conte di Boulogne, Bertrando II e della moglie, Luisa de la Trémoille, signora di Boussac e d Saint-Just, figlia del signore di la Trémoïlle, di Sully e di Craon, Giorgio, e della sua seconda moglie, Caterina de l’Isle-Bouchard.
Secondo la Histoire généalogique de la maison d'Auvergne, Bertrando VI de La Tour era l'unico figlio maschio del conte d'Alvernia e conte di Boulogne, Bertrando I e della moglie, Jacquette du Peschin, figlia del signore di Peschin, Luigi, e della moglie, Yseul de Sully.

## Biografia
Suo padre, Bertrando II, morì nel 1497 (secondo alcuni cronisti fu nel 1494) e fu tumulato nell'abbazia di Bouschet-Vauluisant Yronde-et-Buron. Nei suoi feudi gli succedette Giovanni, l'unico figlio maschio.
Giovanni continuò ad essere citato come conte di Boulogne, nonostante che la contea di Boulogne, dopo essere tornata, nel 1477, tra i domini di suo padre, in quello stesso anno, Bertrando II accettò di scambiare con il re di Francia, Luigi XI la contea di Boulogne con il Lauragais, per cui la contea di Boulogne entro a far parte del dominio reale.
Giovanni venne fatto cavaliere, dal re di Francia, Luigi XII, nel 1498.
Giovanni visse poi solo altri tre anni, dopo aver ricevuto la nomina a cavaliere; infatti, dopo aver fatto testamento, nel 1500, dove nominava sua erede la figlia primogenita, Anna, affidandola alla tutela della moglie, Giovanna, morì il 28 marzo 1501 e fu sepolto nell'abbazia di Bouschet-Vauluisant Yronde-et-Buron, come da sua richiesta testamentaria. Nelle Contee d'Alvernia e di Lauragais gli succedette la figlia maggiore, Anna.

## Matrimonio e Discendenza
Giovanni, l'11 gennaio 1495, aveva sposato Giovanna di Borbone, figlia del Conte di Vendôme, Giovanni VIII di Borbone-Vendôme, e, secondo Pierre de Guibours, detto Père Anselme de Sainte-Marie o più brevemente Père Anselme, Isabelle de Beauvau, signora di Champigny e de la Roche sur Yon; il contratto di matrimonio tra Giovanni (Jean comte de Bouloigne at d’Auvergne) e la principessa Giovanna di Borbone(madame princesse Jeanne de Bourbon) fu datato 2 gennaio 1495. Giovanna era al suo secondo matrimonio avendo sposato in prime nozze, il duca di Borbone e d'Alvernia, Giovanni II di Borbone, e, dopo essere rimasta vedova di Giovanni, sposò, in terze nozze, Francesco de La Pause, barone de la Garde.
Giovanni da Giovanna ebbe tre figlie:
- Anna (1496 † 1524), Contessa d'Alvernia e di Lauragais[4], che sposò John Stewart, II duca di Albany[4][8]
- Maddalena (1500 † 1519), che sposò Lorenzo II, duca di Urbino[4][8], fu madre di Caterina de' Medici, futura regina di Francia[1][8].
- femmina, nata postuma nel 1501, che morì in fasce[1]

### Letteratura storiografica
- (FR)  Histoire généalogique de la maison d'Auvergne.
- (FR)  Justel, Histoire généalogique de la maison d'Auvergne.
- (FR)  Baluze, Histoire généalogique de la maison d'Auvergne, tome 1.
- (FR)  L'art de vérifier les dates des faits historiques, des chartes, des chroniques.
- (FR)  Histoire généalogique et chronologique de la maison royale de France, tomus I[collegamento interrotto].